# Лаппо Іван Іванович
Лаппо Іван Іванович (1869 — 23 грудня 1944) — історик, фахівець з історії права, дослідник джерел з історії Великого князівства Литовського.

## Біографія
Народився в Білорусі (це дало підстави декому з істориків, зокрема Д.Дорошенку та Д.Карєву, зарахувати його до представників білоруської історіографії). 1892 року закінчив історико-філологічний факультет Петербурзького університету. Його вчителем був С.Платонов, за поданням останнього Лаппо залишили при університеті для підготовки до професури. Під керівництвом С.Платонова написав у 1894 році свою першу наукову працю «Тверской уезд в XVI веке. Его население и виды земельного владения» (праця ґрунтувалася на статистичній обробці «писцових книг»). Надалі займався історією права і державного ладу Великого князівства Литовського в 16 ст. 1901 року опублікував дослідження «Великое княжество Литовское от заключения Люблинской унии до смерти Стефана Батория (1569—86). Опыт исследования политического и общественного строя». Це була його магістерська дисертація. 1903 став приват-доцентом Петербурзького університету.
1905 року прийняв запрошення кафедри російської історії Юр'ївського університету. Там займався проблемою ролі місцевих організацій шляхти, які посилали депутатів (послів) у нижню палату сейму («посольська ізба»; див. також Вальний сейм). За результатами досліджень підготував працю «Великое княжество Литовское во второй половине XVI века. Литовско-русский повет (уезд) и его сеймы» (опублікована 1911) і за нею 24 квітня 1911 захистив докторську дисертація в Московському університеті. Того ж року став ординарним професором Юр'ївського університету. Читав курс історіографії Великого князівства Литовського.
Вважав, що Велике князівство Литовське не втратило своєї державності після Люблінської унії 1569, а Річ Посполита мала федеративний характер (союз двох держав). Ці припущення зазнали істотної критики з боку М.Любавського, М.Грушевського та представників польської історіографії (Я.Адамус).
Кілька своїх праць присвятив історії українського народу: «Присоединение Малороссии к Москве в связи с историей днепровского казачества и Украины», «Присоединение Малороссии к Москве в связи с историей Юго-Западной Руси», «Происхождение украинской идеологии новейшего времени».
31 травня 1918 року, після окупації Юр'єва (нині м. Тарту, Естонія) німецькими військами, діяльність там російського університету (Юр'ївського) була офіційно припинена. Влітку 1918 разом із особовим складом університету евакуювався до Воронежа (нині місто в РФ), там продовжив роботу в новоствореному Воронезькому університеті на кафедрі історії нових європейських суспільств, однак уже 1919 року емігрував до Праги.
У празький період своєї діяльності (1919—33) був обраний членом Російської вченої колегії (ради професорів), активно займався історією Західної Русі. Опублікував праці «Западная Россия и ее соединение с Польшей в их историческом прошлом» (1924), «Уравнение прав Великого княжества Литовского и Короны Польской в 1697 году» (1930).
1933 року його запросили в Литву на посаду приват-доцента Каунаського університету. Там предметно зайнявся дослідженнями і підготовкою до видання Литовського статуту 1588. Результатом цієї роботи стало оприлюднення в Каунасі в 1934—36 роках тому (понад 1000 сторінок) власне досліджень Статуту, а в 1938 році — тексту самого Статуту.
Під час Другої світової війни продовжував викладацьку діяльність у Вільнюсі (1939—43), куди переїхав гуманітарний факультет Каунаського університету. Потім за нез'ясованих обставин перебрався до Німеччини, у місто Дрезден.
Помер у Дрездені у ніч бомбардування міста англо-американською авіацією.

## Праці
- Великое княжество Литовское за время от заключения Люблинской унии до смерти Стефана Батория (1569—1586): Опыт исследования политического и общественного строя, т. 1. СПб., 1901 (= Великое княжество Литовское за время отъ заключенія Люблинской уніи до смерти Стефана Баторія (1569–1586). Опытъ изслѣдованія политическаго и общественнаго строя, т. І, СПб., 1901, ст. XVI+781 (Записки ист.-фил. фак. Спб. ун. т. LXI) );
- Современное состояние науки русской истории и задача ее университетского преподавателя: Вступ. публ. лекция (11 октября 1905 г.). Юрьев, 1906;
- Великое княжество Литовское во второй половине XVI столетия. Литовско-русский повет и его сеймик. Юрьев, 1911;
- Западная Россия и ее соединение с Польшей в их историческом прошлом: Исторические очерки. Прага, 1924;
- Происхождение украинской идеологии новейшего времени. Ужгород, 1926;
- Идея единства русского народа в Юго-Западной Руси в эпоху присоединения Малороссии к Московскому государству. Прага, 1929;
- Литовский Статут 1588 года, т. 1 [Архівовано 15 травня 2022 у Wayback Machine.]: Исследование, ч. 1—2. Каунас, 1934—36.